# Liste des gouverneurs du Nouveau-Mexique
Le gouverneur du Nouveau-Mexique (en anglais : Governor of New Mexico et en espagnol : Gobernador de Nuevo México) est le chef de la branche exécutive du gouvernement de l'État américain du Nouveau-Mexique.
Depuis le 1er janvier 2019, la fonction est exercée par la démocrate Michelle Lujan Grisham, élue le 6 novembre 2018.

## Histoire
Le poste de gouverneur du Nouveau-Mexique a été occupé par six Mexicano-Américains : Ezequiel De Baca (1917), Octaviano Larrazolo (1919-1921), Jerry Apodaca (1975-1979), Toney Anaya (1983-1989), Bill Richardson (2003-2011) et Susana Martinez (2011-2019).
De plus, cette dernière est la première femme à occuper le poste de gouverneur du Nouveau-Mexique, ainsi que la première femme hispanique à occuper un poste de gouverneur d'État.

## Conditions éligibilité
La section 3 de l’article V de la constitution du Nouveau-Mexique pose les conditions qu'une personne doit remplir pour devenir gouverneur :
- être citoyen des États-Unis ;
- être âgé d'au moins 30 ans ;
- être résident du Nouveau-Mexique depuis au moins 5 ans.

## Liste

### État
| No | Nom                          | Début de mandat   | Fin de mandat     | Parti | Parti       |
| -- | ---------------------------- | ----------------- | ----------------- | ----- | ----------- |
| 1  | William C. McDonald          | 6 janvier 1912    | 1er janvier 1917  |       | Démocrate   |
| 2  | Ezequiel C. de Baca          | 1er janvier 1917  | 28 février 1917   |       | Démocrate   |
| 3  | Washington E. Lindsey        | 28 février 1917   | 1er janvier 1919  |       | Républicain |
| 4  | Octaviano Ambrosio Larrazolo | 1er janvier 1919  | 1er janvier 1921  |       | Républicain |
| 5  | Merritt C. Mechem            | 1er janvier 1921  | 1er janvier 1923  |       | Républicain |
| 6  | James F. Hinkle              | 1er janvier 1923  | 1er janvier 1925  |       | Démocrate   |
| 7  | Arthur T. Hannett            | 1er janvier 1925  | 1er janvier 1927  |       | Démocrate   |
| 8  | Richard C. Dillon            | 1er janvier 1927  | 1er janvier 1931  |       | Républicain |
| 9  | Arthur Seligman              | 1er janvier 1931  | 25 septembre 1933 |       | Démocrate   |
| 10 | Andrew W. Hockenhull         | 25 septembre 1933 | 1er janvier 1935  |       | Démocrate   |
| 11 | Clyde Tingley                | 1er janvier 1935  | 1er janvier 1939  |       | Démocrate   |
| 12 | John E. Miles                | 1er janvier 1939  | 1er janvier 1943  |       | Démocrate   |
| 13 | John J. Dempsey              | 1er janvier 1943  | 1er janvier 1947  |       | Démocrate   |
| 14 | Thomas J. Mabry              | 1er janvier 1947  | 1er janvier 1951  |       | Démocrate   |
| 15 | Edwin L. Mechem              | 1er janvier 1951  | 1er janvier 1955  |       | Républicain |
| 16 | John F. Simms                | 1er janvier 1955  | 1er janvier 1957  |       | Démocrate   |
| 17 | Edwin L. Mechem              | 1er janvier 1957  | 1er janvier 1959  |       | Républicain |
| 18 | John Burroughs               | 1er janvier 1959  | 1er janvier 1961  |       | Démocrate   |
| 19 | Edwin L. Mechem              | 1er janvier 1961  | 30 novembre 1962  |       | Républicain |
| 20 | Tom Bolack                   | 30 novembre 1962  | 1er janvier 1963  |       | Républicain |
| 21 | Jack M. Campbell             | 1er janvier 1963  | 1er janvier 1967  |       | Démocrate   |
| 22 | David F. Cargo               | 1er janvier 1967  | 1er janvier 1971  |       | Républicain |
| 23 | Bruce King                   | 1er janvier 1971  | 1er janvier 1975  |       | Démocrate   |
| 24 | Jerry Apodaca                | 1er janvier 1975  | 1er janvier 1979  |       | Démocrate   |
| 25 | Bruce King                   | 1er janvier 1979  | 1er janvier 1983  |       | Démocrate   |
| 26 | Toney Anaya                  | 1er janvier 1983  | 1er janvier 1987  |       | Démocrate   |
| 27 | Garrey Carruthers            | 1er janvier 1987  | 1er janvier 1991  |       | Républicain |
| 28 | Bruce King                   | 1er janvier 1991  | 1er janvier 1995  |       | Démocrate   |
| 29 | Gary Johnson                 | 1er janvier 1995  | 1er janvier 2003  |       | Républicain |
| 30 | Bill Richardson              | 1er janvier 2003  | 1er janvier 2011  |       | Démocrate   |
| 31 | Susana Martinez              | 1er janvier 2011  | 1er janvier 2019  |       | Républicain |
| 32 | Michelle Lujan Grisham       | 1er janvier 2019  | en cours          |       | Démocrate   |